# سلر د کان روکا
سِلِر دِ کان روکا (اسپانیایی: El Celler de Can Roca‎) رستورانی در شهر خیرونا واقع در کاتالونیای اسپانیاست که در سال ۱۹۸۶ توسط سه برادر سرآشپز ژُردی، ژوان و جوزپ افتتاح شد. این رستوران سه ستارهٔ میشلن دارد و مجلهٔ تخصصی رستوران دو مرتبه در سال‌های ۲۰۱۳ و ۲۰۵ آن را به‌عنوان بهترین رستوران جهان انتخاب کرد و ۶ مرتبه نیز در رتبه دوم یا سوم ۵۰ رستوران برتر جهان قرار گرفت. ساندی تلگراف هم این رستوران را در سال ۲۰۱۲ «بهترین رستوران سال» نامید. در سرداب این رستوران ۶۰٬۰۰۰ بطری شراب وجود دارد.